# Rostislav Švácha
Rostislav Švácha (* 16. ledna 1952, Praha) je historik a teoretik umění a architektury, vysokoškolský pedagog (Ústav pro dějiny umění FF UK, Katedra teorie a dějin umění AVU a Katedra dějiny umění Univerzity Palackého v Olomouci). Ve svých pracích se zaměřuje na architekturu 17. až 20. století.

## Životopis
Narodil se 16. ledna 1952. V letech 1971–1976 studoval na Filozofické fakultě Univerzity Palackého v Olomouci a studia ukončil obhajobou rigorózní práce K periodizaci díla Jana Aichela Santiniho (1977). V letech 1977 až 1984 byl redaktorem v nakladatelství Odeon. Roku 1985 se stal vědeckým pracovníkem Ústavu dějin umění Akademie věd České republiky, kde působí doposud.

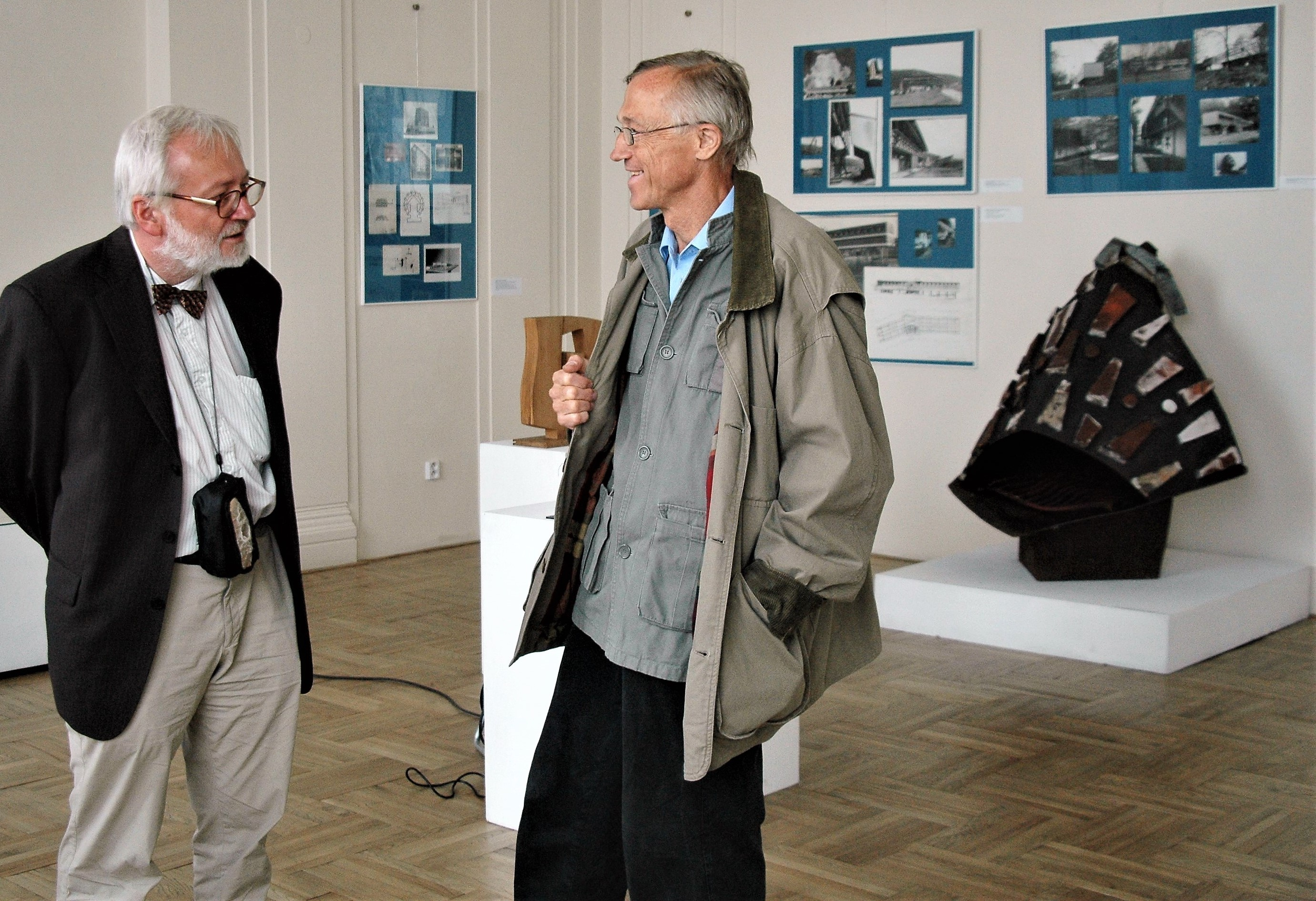
Rostislav Švácha na výstavě arch. Jaroslava Vaculíka v Muzeu umění a designu Benešov

Své znalosti moderní architektury a odbornou autoritu využívá pro podporu a prosazování ochrany významných staveb vzniklých ve 20. století. Je členem Domácí rady Klubu Za starou Prahu, a čestným členem spolku Za krásnou Olomouc.

### Ocenění
- 2013 – Cena Ministerstva kultury za přínos v oblasti architektury.[3]
- 2013 – Pocta České komory architektů za rok 2013[4]
- 2018 – Cena Magnesia Litera za dvoudílnou knihu Paneláci (společně s Lucií Skřivánkovou)[5]
- 2021 – Cena města Olomouce za rok 2020 v oblasti kultury[6][7]

### Knihy
- 1985 Od moderny k funkcionalismu: Proměny pražské architektury 1. poloviny 20. století. Praha : Victoria Publishing, 1994 (2. vydání), ISBN 80-85605-84-8.
- 1989 Le Corbusier: Monografie s ukázkami z výtvarného díla a architektury. Praha: Odeon. ISBN 80-207-0768-9.
- 1996 Karel Hubáček. Praha: Středoevropská galerie a nakladatelství. ISBN 80-901559-8-7.
- 1999 Regionalismus a internacionalismus v soudobé architektuře. Praha: Česká komora architektů. ISBN 80-902735-0-5.
- 2000 Lomené, hranaté & obloukové tvary: česká kubistická architektura 1911–1923. Praha: Gallery. ISBN 80-86010-35-X.
- 2004 Česká architektura a její přísnost: padesát staveb 1989–2004. Praha: Prostor – architektura, interiér, design. ISBN 80-903257-3-4.

### Vybrané časopisecké příspěvky
- 1980: Osada Baba, Umění 28/1980, s. 372.
- 1983: Adolf Loos a česká architektura, Umění 31/1983, s. 490–513.
- 1985: Arnošt Wiesner: norma a tvorba, Výtvarná kultura 9/1985, s. 64.
- 1986: Poznámky ke Kotěrovu muzeu, Umění 34/1986, s. 171–179.
- 2005: Na obranu Ještědu, Architekt roč. 51, č. 4, s. 51.